# يفهين بروتاسوف
يفهين بروتاسوف (بالأوكرانية: Протасов Євген Євгенович) هو لاعب كرة قدم أوكراني في مركز الوسط، ولد في 23 يوليو 1997 في ميليتوبول في أوكرانيا. لعب مع نادي أوليكساندريا.

## وصلات خارجية
- يفهين بروتاسوف على موقع اتحاد أوكرانيا (الإنجليزية)
- يفهين بروتاسوف على موقع Soccerway.com (الإنجليزية)